# 巴西克隆甲鯰
巴西克隆甲鯰，為輻鰭魚綱鯰形目甲鯰科的其中一種，為熱帶淡水魚，分布於南美洲Ribeira de Iguape河流域與 Ribeira de Iguape河流域，體長可達12公分，棲息在沙石底質、水流快速溪流底層水域，以藻類及有機物為食，生活習性不明。

## 扩展阅读
維基物種上的相關：巴西克隆甲鯰